# Лепушна (Румунія)
Лепушна (рум. Lăpușna) — село у повіті Муреш в Румунії. Входить до складу комуни Ібенешть.
Село розташоване на відстані 268 км на північ від Бухареста, 55 км на північний схід від Тиргу-Муреша, 123 км на схід від Клуж-Напоки, 127 км на північ від Брашова.

## Населення
За даними перепису населення 2002 року у селі проживала 1 особа.